# Airampoa
Airampoa es un género de plantas suculentas nativas de Suramérica perteneciente a la familia Cactaceae. Contiene 4 especies aceptadas y anteriormente este género se llamaba Tunilla.

## Descripción
Las especies de este género son de tamaño pequeño, con el tallo articulado y a menudo forman cojines. Sus tallos son verrugosos y tienen forma esférica, cilíndrica o deprimida. Las areolas van de color blanco a marrón, con gloquidios y separadas unas de otras, entre 1 y 2 centímetros. Las espinas son numerosas y  tienen forma de aguja.
Las flores pueden ser de color amarillo, naranja, rojo o morado, (rara vez de color rosa o blanco). Los frutos, que se abren por una única grieta lateral, son carnosos y de paredes delgadas. Las semillas, de tamaño pequeño a mediano, tienen forma de riñón irregular, y miden de 2,5 a 4,5 milímetros de largo.

## Distribución
El área de distribución nativa de este género es desde Perú hasta el noroeste de Argentina.

## Taxonomía
La primera descripción del género fue realizada en 1933 por el botánico checoslovaco Alberto Vojtěch Frič y publicado por primera vez en Neue Kakt. Sudámer. Hochgeb.: [1] en 1929.

Etimología
Airampoa: nombre genérico que deriva de la palabra quechua ayrampu, que es como se conoce a los individuos de esta especie en la región.

## Especies aceptadas
Actualmente, el género Airampoa consta de 4 especies aceptadas según la Plants of the World Online (POWO):
| Imagen | Nombre científico                         | Distribución                                          |
| ------ | ----------------------------------------- | ----------------------------------------------------- |
|        | Airampoa corrugata (Salm-Dyck) Doweld     | Noroeste de Argentina                                 |
|        | Airampoa erectoclada (Backeb.) Doweld     | Noroeste de Argentina                                 |
|        | Airampoa soehrensii (Britton & Rose) Lodé | Noroeste de Argentina, Bolivia, norte de Chile y Perú |
|        | Airampoa tilcarensis (Backeb.) Doweld     | Argentina (Jujuy)                                     |